# Andalusische Küche
Die Andalusische Küche ist die Regionalküche der südspanischen Region Andalusien. Unter diesem Begriff werden unterschiedliche Küchen zusammengefasst, neben der Mittelmeerküche der Küstenregion mit einer Vorliebe für Fischgerichte gibt es die von Bauern und Hirten entwickelte eher deftige Küche des Hinterlandes. Das bekannteste andalusische Gericht ist die kalte Gemüsesuppe Gazpacho.

## Typische Gerichte

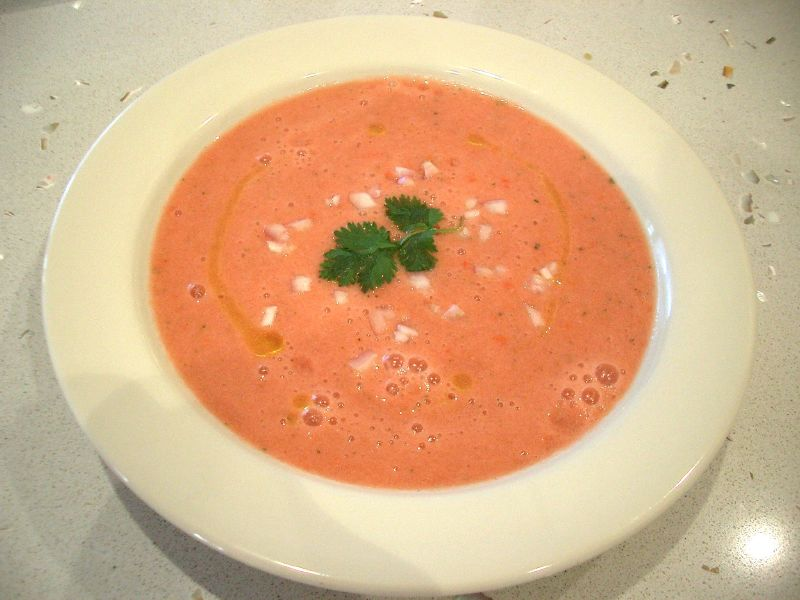
Ein Teller Gazpacho

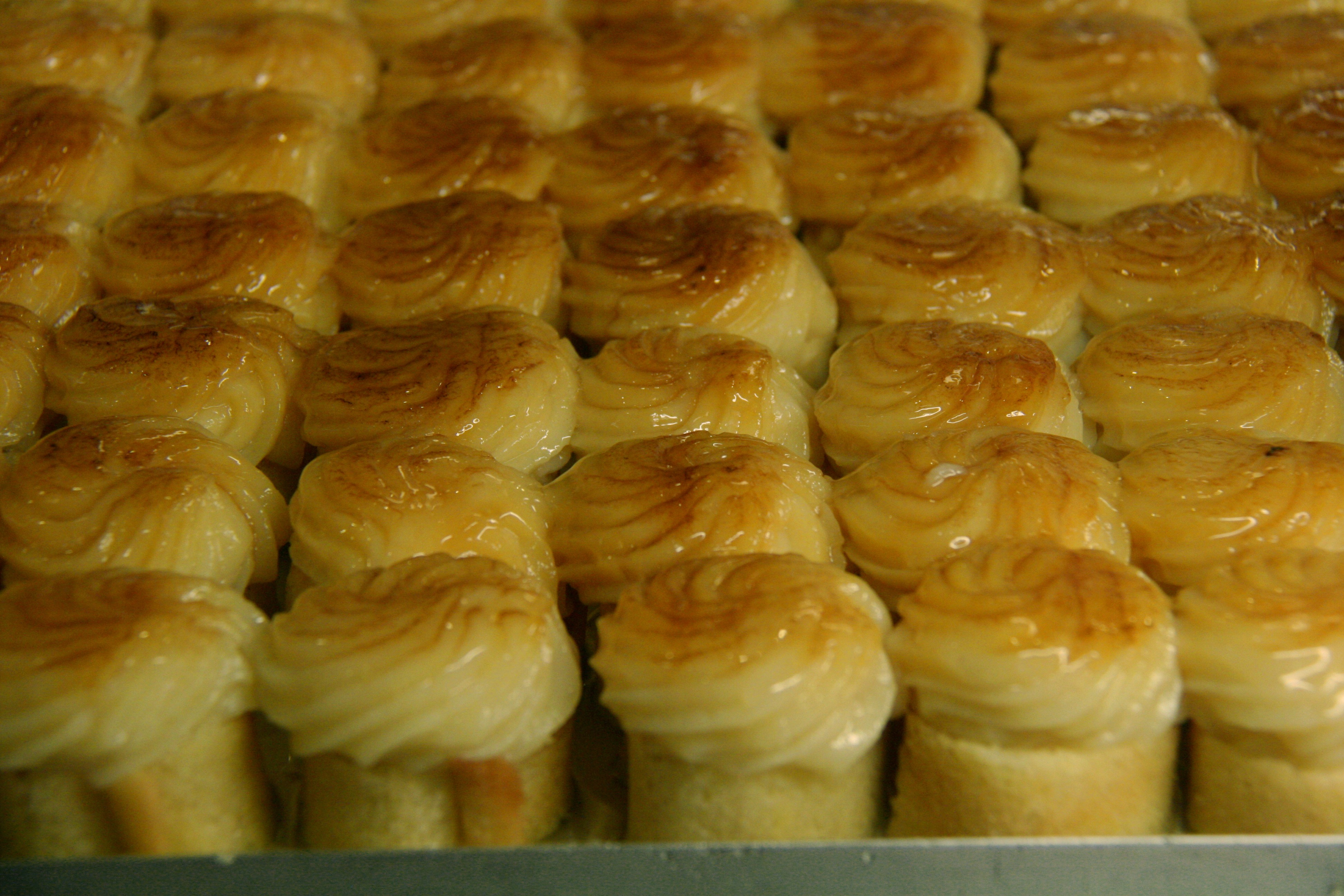
Piononos, kleine Biskuitrollen

In der andalusischen Küche vermischen sich unterschiedliche kulturelle Einflüsse; sie spiegeln das Erbe der Spätantike, der Besetzung durch die Mauren und des spanischen Überseehandels wider. Vor dem Hauptgericht und als kleiner Imbiss werden häufig als kleine Tellergerichte sog. Tapas gereicht, als Gewürze haben vor allem Knoblauch und Pimiento (scharfe Chilischoten) große Bedeutung. In den sehr heißen Sommern wird eine leichte Küche bevorzugt, zu der Gazpacho gehört, eine kalte Gemüsesuppe, die ursprünglich von Bauern und Landarbeitern auf dem Feld gegessen wurde. Eine Variante ist der Salmorejo.
In der ländlichen Küche werden im Herbst und Winter viele Eintopfvarianten und Schmorgerichte zubereitet. Dazu gehört der cocido, ein Kichererbsen-Eintopf mit Schinkenknochen, Paprikawurst und Blutwurst. Aus ganz ähnlichen Zutaten besteht olla de San Antón. Aus Granada stammt ein typisches Gericht aus Saubohnen mit Schinken, habas con jamón. Weit verbreitet sind auch Fleischgerichte mit Kaninchen und Lamm, beim Gemüse neben Bohnen auch Auberginen und Artischocken.
An der Küste dominieren naturgemäß die Fischgerichte, häufig frittiert zubereitet als frituras. Bekannt sind unter anderem boquerones adobados (marinierte Anchovis) und moraga de sardinas, ein Sardinengericht mit Weißwein, Knoblauch und Olivenöl. Eine Spezialität aus Cádiz sind Tintenfische (chipirones).
Andalusien ist international bekannt für seinen luftgetrockneten Schinken Jamón Ibérico, dessen Lieferanten, die Iberico-Schweine, werden in den Eichenwälder der Sierra Morena freilaufend gehalten. Vor allem der Ort Jabugo in der Provinz von Huelva ist für den „de Pata Negra“ berühmt berüchtigt. Bekannt sind auch der Ziegen- und Schafskäse sowie der Sherry. Anbaugebiet der Palomino-Traube ist das sog. Sherry-Dreieck zwischen Jerez de la Frontera, El Puerto de Santa Maria und Sanlucar de Barrameda, er ist auch der unverzichtbare Begleiter der Tapas.
Für Sevilla ist eine eher einfache ländliche Küche typisch. Beliebte Gerichte sind Nieren in Sherrysauce, gefüllte Artischocken und eben Gazpacho. In Almería gibt es eine Vorliebe für Suppen wie die sopa de Almería mit Meeresfrüchten und die sopa de ajo (Knoblauchsuppe), aber auch frituras und Wildgerichte. In Málaga spielen Fisch und Meeresfrüchte eine bedeutende Rolle wie bei arroz a la marinera (Reis mit Meeresfrüchten) oder gambas a la plancha (Garnelen).